# Hilara nigrita
Hilara nigrita är en tvåvingeart som beskrevs av Chvala 2005. Hilara nigrita ingår i släktet Hilara och familjen dansflugor. Inga underarter finns listade i Catalogue of Life.